# Le Coon
Le Coon (The Coon en VO) est le deuxième épisode de la saison 13 de South Park.
Il a pour personnage principal Eric Cartman.

## Synopsis
Cartman joue au super-héros tout seul : après s'être inventé un alter-ego, le Coon, il patrouille la ville de nuit pour essayer de lutter contre le crime. Cependant, ses efforts maladroits pour fouetter la curiosité des habitants de South Park et faire naître une légende ne rencontrent aucun succès à l'inverse de ceux d'un autre enfant déguisé en  super-héros, Mystérion.  Cartman met donc de côté toute idée de lutter contre le crime et s'emploie à la place à démasquer Mystérion.  Pour ce faire, il s'allie à « son pire ennemi », le professeur Chaos alias Butters, et à son assistant, le général Désolation...
Butters a déjà établi une liste d'élèves de CM1 pouvant être Mystérion, liste excluant d'office Cartman. Ce dernier fait en revanche partie des suspects pour l'identité du Coon avec Harvey Fierstein et Bruce Vilanch.
Le Coon oblige le Professeur Chaos à perpétrer un attentat terroriste sur la ville pour attirer Mystérion. La ville assiste au combat entre le professeur Chaos, le général Désolation et Mystérion. Le Coon intervient au dernier moment et se retourne contre Chaos afin de se faire passer pour un sauveur. Après la bataille, le Coon, affirmant que les vilains continueront à terroriser la ville tant que Mystérion ne révélera pas son identité, pousse ce dernier à se dévoiler. Cependant, si Mystérion est désormais identifié par les habitants, il est impossible pour le téléspectateur de savoir de qui il s'agit, puisque dans South Park les visages de tous les élèves se ressemblent. Mystérion est arrêté par la police, faisant du Coon l'unique super-héros de la ville.